# Дилево (Маковський повіт)
Дилево (пол. Dylewo) — село в Польщі, у гміні Сипнево Маковського повіту Мазовецького воєводства.
Населення — 104 особи (2011).
У 1975-1998 роках село належало до Остроленцького воєводства.

## Демографія
Демографічна структура станом на 31 березня 2011 року:
|          | Загалом | Допрацездатний вік | Працездатний вік | Постпрацездатний вік |
| -------- | ------- | ------------------ | ---------------- | -------------------- |
| Чоловіки | 52      | 13                 | 29               | 10                   |
| Жінки    | 52      | 13                 | 29               | 10                   |
| Разом    | 104     | 26                 | 58               | 20                   |